# 星海遊俠 第二個故事
《星海遊俠 第二個故事》是由tri-Ace开发、艾尼克斯在PlayStation上发行的动作角色扮演游戏。本作是星海遊俠系列的第二部游戏，也是该系列首部在日本以外发行的游戏，由索尼电脑娱乐于1999年6月在北美推出，并于2000年4月在欧洲推出。游戏采用科幻题材，主角克洛德‧C‧肯尼是隶属于銀河聯邦的年輕軍官。由于接触了陌生裝置，克洛德被传送到某个未开发的中世纪级别的星球上，并结识了几位同伴。他必须阻止势力横跨多个世界的邪恶组织的阴谋，然后找到回家的路。本作被改编为漫画和动画。
由东星软件开发的增强复刻版《星海遊俠2 二次進化》于2008年4月在日本PlayStation Portable平台上发行，并于2009年在北美、欧洲和澳大利亚发行。复刻版加入了Production I.G制作的全新过场动画、重新录制的配乐和新增的故事元素。
《二次进化》后来于2015年以数字下载版的形式在PlayStation 4、PlayStation Vita和PlayStation 3上再度推出。该下载版本强化了游戏的图形和背景音乐、加入了新的主题曲和DLC。Square Enix从未在日本以外发行过此下载版本。
由Gemdrops开发的重制版《星之海洋 第二个故事R》于2023年11月在任天堂Switch、PlayStation 4、PlayStation 5和Windows上推出。